# مخطوطة م س 5229 في المكتبة الرضوية
مخطوطة م س 5229 هي مخطوطة تعود إلى القرن الثالث عشر الميلادي (القرن السابع هجري), تتألف من 210 ورقة (420 صفحة)، محفوظة في مكتبة آستان قدس رضوي المركزية (وصلة مكتب قدس رضوي)، في مشهد في إيران. اكتشفها زكي وليدي طوقان البشكيري - والبشكرية قومية تركية موطنها في روسيا - في مشهد عام 1923. تحتوي المخطوطة على مجموعة من الرسائل الجغرافية العربية في العصور الوسطى، أبرزها رواية أحمد بن فضلان من القرن العاشر حول رحلته إلى بلغار الفولغا.

## المحتويات
- ابن الفقيه: أخبار البلدان (ص. 1)
- أبو دُلف: الرسالة الأولى (ص. 347)
- أبو دُلف: الرسالة الثانية (ص. 362)
- أحمد بن فضلان: ما شاهدت في بلاد الترك والخزر والروس والصقالبة والباشغرد وغيرهم (ص. 390)

## الطبعات وإعادة الإنتاج
- طغان، أحمد زكي وليدي، تقرير رحلة ابن فضلان (لايبزيغ: دار النشر ف. أ. بروكهاوس، 1939) [تحقيق لنص ابن فضلان من مخطوطة المكتبة الرضوية MS 5229، مع ترجمة ألمانية].
- كوفاليفسكي، أ. ب.، كتاب أحمد بن فضلان عن رحلته إلى الفولغا 921-922 م (خاركيف، 1956). [يتضمن إعادة إنتاج فوتوغرافية لنص ابن فضلان من مخطوطة المكتبة الرضوية MS 5229].
- ابن الفقيه، أحمد بن محمد؛ أحمد بن فضلان؛ مسعر بن مهلهل أبو دلاف الخزرجي؛ فؤاد سزكين؛ م. عماوي؛ أ. جوخوشا؛ إ. نويباور (1987). مجموعة الأعمال الجغرافية: إعادة إنتاج من مخطوطة MS 5229، مكتبة الرضوية، مشهد. Frankfurt am Main: معهد تاريخ العلوم العربية والإسلامية بجامعة يوهان فولفغانغ غوته. OCLC:469349123.